# Рабанера-дель-Пінар
Рабанера-дель-Пінар (ісп. Rabanera del Pinar) — муніципалітет в Іспанії, у складі автономної спільноти Кастилія-і-Леон, у провінції Бургос. Населення — 131 особа (2010).
Муніципалітет розташований на відстані близько 170 км на північ від Мадрида, 65 км на південний схід від Бургоса.

## Демографія
Динаміка населення (INE ):